# Inverunión

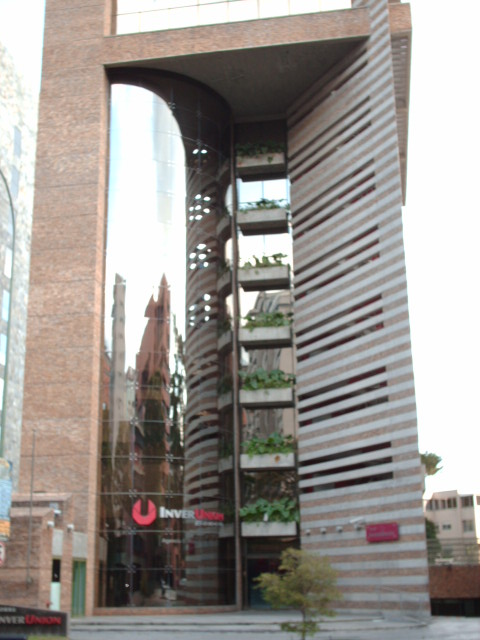
Edificio sede de Inverunión.

Inverunión fue una institución financiera privada de capital venezolano especializada en banca comercial. Su base se encontraba en el sector financiero de El Rosal en Caracas, Venezuela. Estaba ubicado en el Estrato Pequeño del ranking bancario según la SUDEBAN. El presidente de la institución fue el banquero Ignacio Salvatierra. 
La historia del banco se remonta al 7 de febrero de 1997 cuando es registrado Italcambio Banco Comercial. El 8 de mayo del mismo año cambia su nombre a Eurobanco y finalmente adopta su nombre final Inverunión el 31 de julio de 2003. La compañía tuvo además dos filiales, Inverunión Casa de Bolsa e Inverunión Casa de Bolsa Agrícola.
En vista de diversas irregularidades, la junta directiva de SUDEBAN decidió intervenir la institución financiera el día 18 de enero de 2010, liquidándola posteriormente el 6 de abril de 2010, según lo expresado en la Gaceta Oficial N° 39.397 con lo que este banco cerró sus operaciones.
No debe confundirse con el Banco Unión (fundado en 1946), ya que este último fue adquirido en 2000 por Caja Familia Entidad de Ahorro y Préstamo de cuya fusión nace Unibanca el 12 de febrero de 2001 y finalmente al año siguiente es totalmente absorbido por Banesco.